# Андре Антуан
Андре́ Антуа́н (фр. Antoine; 31 січня 1858 — 19 жовтня 1943) — французький режисер, актор, критик. Головний представник натуралізму в європейському театрі. Засновник і директор Театру лібр (Вільного театру) в Парижі (1887—1895), діяльність якого започаткувала так звану реформу театру. Очолював театр «Одеон» (1906—1914). Ставив п'єси нових французьких драматургів і твори Ґергарта Гауптмана, Генріка Ібсена, Августа Стріндберґа. Від 1914 року став театральним критиком. Автор книги «Щоденники директора театру» (1939).